# Черновик (альманах)
«Черновик» — русское периодическое издание (альманах), издаваемое в Нью-Йорке с 1989 года. На протяжении первых двух лет вышли 4 выпуска, затем альманах перешёл на ежегодный график. Основатель и главный редактор «Черновика» — поэт Александр Очеретянский, в разное время в работе над альманахом принимали участие также Владимир Меломедов, Лев Эйнисфельд (дизайн и вёрстка), Наташа Курбатова (компьютерная графика), Константин Кузьминский, Борис Констриктор, Геннадий Кацов, Александр Моцар. Как сообщается в альманахе, в каждом номере содержатся произведения от 50 до 75 авторов, из которых от 15 до 25 публикуются в «Черновике» впервые.
Альманах посвящён, прежде всего, авторам, развивающим авангардную традицию в русской литературе: «те же — курс на поиск творчески нового, жанровый, видовой и т. д. синтез, любовь к веществу, интерес к технологиям обработки». Как отмечает рецензент,

редактор и собравшаяся вокруг него группа авторов (весьма тесная и верная) пропагандируют уже довольно давно разного рода варианты синтеза искусств (по преимуществу словесного и визуального), а также разного рода эксперименты в области строго формализованных и, наоборот, максимально внеканоничных форм письма.

Особенно значительное внимание уделяется текстам на грани словесного и визуального искусства: начиная с 12-го выпуска (1997) подзаголовок «Черновика» — «альманах литературный, визуальный». Для разного рода пограничных произведений редактор альманаха Александр Очеретянский применяет заимствованный из изобразительного искусства термин «смешанная техника».
По мнению поэта и редактора Татьяны Михайловской, откликнувшейся в журнале «Арион» на 20-летие «Черновика»,

Александр Очеретянский ведёт свой альманах поэтически, то есть в соответствии со своими личными творческими интересами. Получая в своё распоряжение столь разнородный материал, он старается систематизировать его, разложить по полочкам, обобщая полученные результаты в своего рода классификациях (в чём-то это напоминает классификации минералов и др., составленные Гёте, — не в этом ли он учитель Александра Очеретянского?). Насколько это получается и что в процессе выпадает в осадок — тема отдельного разбора, который, ради объективности, всегда лучше проводить с двух позиций — изнутри и извне. Сейчас важно сказать другое. «Черновик» — это живой организм, и он живёт по законам, которые определил ему его автор-создатель.

Другие критики также выделяют в «Черновике» стремление выполнять функцию мастерской новых форм («„Черновик“ улыбается и работает. Он — мастерская», — А. Уланов) и свободный, творческий подход главного редактора к формированию альманаха как своеобразного нового произведения («Как редактор-исследователь Очеретянский, как кажется, потерпел поражение; как редактор-художник, импрессионистически кладущий мазки на не вдруг поддающееся взгляду полотно издания, — скорее, выиграл. Могла ли эта победа состояться сама собой, без этого поражения?» — А. Привалов).